# Happy! Lucky! Dochy!
「Happy! Lucky! Dochy!」（ハッピー ラッキー ドッチー）は、田村ゆかり、 かないみか、 堀江由衣による2011年のOVAアニメーション『ひぐらしのなく頃に煌』の主題歌である。

## 収録曲
1. Happy! Lucky! Dochy!　(3:54)
作詞：Hotaru
作曲・編曲:前澤寛之
OVAアニメーション『ひぐらしのなく頃に煌』主題歌
2. 100%マジカルスター☆　(3:49)
作詞：YUMIKO
作曲:野中勇希
編曲:DY-T
3. Happy! Lucky! Dochy! (Instrumental)
4. 100%マジカルスター☆ (Instrumental)